# Conventie van Zandrivier
De Conventie van Zandrivier was een traktaat waarin het Verenigd Koninkrijk de onafhankelijkheid erkende van de Boeren die in het gebied ten noorden van de Vaalrivier leefden. In ruil hiervoor beloofden de Boeren dat ze geen slavernij in de Transvaal zouden invoeren en dat ze zich niet zouden bemoeien met de zaken van de Oranjeriviersoevereiniteit (de latere Oranje Vrijstaat).
Het verdrag werd getekend op 17 januari 1852 door Andries Pretorius namens de Boeren en door William Hogge en Mostyn Owen namens het Verenigd Koninkrijk in een tent op de bedding van de Zandrivier. Pretorius werd vergezeld door Paul Kruger.
Het verdrag werd op 12 april 1877 verbroken doordat Theophilus Shepstone namens het Verenigd Koninkrijk Transvaal annexeerde, de aanleiding voor de Eerste Boerenoorlog.